# Sacrifice (álbum de Saxon)
Sacrifice es el vigésimo álbum de estudio de la banda británica de heavy metal Saxon, publicado el 1 de marzo de 2013 en Europa, el 4 de marzo en el Reino Unido y el 26 del mismo mes en los Estados Unidos. Tras su lanzamiento se ha considerado como uno de sus mejores trabajos del último tiempo, e incluso fue elogiado por ser más pesado que el disco anterior Call to Arms de 2011.
Alcanzó el puesto 8 en la lista Top Heatseekers de los Estados Unidos y durante su primera semana en el mercado estadounidense vendió 1800 copias. De igual manera se posicionó en el lugar 87 en el Reino Unido, convirtiéndose en su primer disco desde Destiny de 1988 en entrar en los top 100 de la lista británica.

## Antecedentes
La producción la realizó Biff Byford en compañía de Andy Sneap, conocido en el mundo por trabajar con Accept, Exodus y Machine Head, entre otros. En cuanto a su promoción, en febrero del mismo año se publicó en la cuenta oficial de la banda en Youtube, el vídeo musical de la canción que da título al disco, «Sacrifice». El disco también cuenta con el tema «Luck of the Draw», que fue lanzado como pista adicional solo en ITunes. También y solo en ciertos países se incluyó un disco con versiones de antiguas canciones, en versión acústica o regrabada. Por último también se agregó una versión orquestada de «Crusader» del disco homónimo de 1984.

## Lista de canciones
Todas las canciones escritas por Saxon.

| N.º | Título                  | Duración |  |
| 1.  | «Procession»            | 1:45     |  |
| 2.  | «Sacrifice»             | 3:58     |  |
| 3.  | «Made in Belfast»       | 4:34     |  |
| 4.  | «Warriors of the Road»  | 3:34     |  |
| 5.  | «Guardians of the Tomb» | 4:47     |  |
| 6.  | «Stand Up and Fight»    | 4:02     |  |
| 7.  | «Walking the Steel»     | 4:24     |  |
| 8.  | «Night of the Wolf»     | 4:20     |  |
| 9.  | «Wheels of Terror»      | 4:23     |  |
| 10. | «Standing in a Queue»   | 3:36     |  |

| Pista adicional solo ITunes |                    |          |  |
| N.º                         | Título             | Duración |  |
| 11.                         | «Luck of the Draw» | 3:20     |  |

| Segundo disco, edición especial |                                        |          |  |
| N.º                             | Título                                 | Duración |  |
| 1.                              | «Crusader» (versión orquestada)        | 6:42     |  |
| 2.                              | «Just Let Me Rock» (versión regrabada) | 3:40     |  |
| 3.                              | «Requiem» (versión acústica)           | 3:31     |  |
| 4.                              | «Frozen Rainbow» (versión acústica)    | 4:05     |  |
| 5.                              | «Forever Free» (versión regrabada)     | 4:48     |  |

## Posicionamiento en listas semanales
| País           | Lista                | Posición |
| -------------- | -------------------- | -------- |
| Estados Unidos | Top Heatseekers      | 8        |
| Alemania       | Media Control Charts | 14       |
| Suecia         | Sverigetopplistan    | 15       |
| Finlandia      | Yleisradio           | 31       |
| Suiza          | Swiss Music Charts   | 51       |
| Austria        | Ö3 Austria Top 40    | 54       |
| Bélgica        | Ultratop (Valonia)   | 70       |
| Francia        | French Albums Chart  | 82       |
| Reino Unido    | UK Albums Chart      | 87       |
| Bélgica        | Ultratop (Flandes)   | 117      |

## Miembros
- Biff Byford: voz
- Paul Quinn: guitarra eléctrica
- Doug Scarratt: guitarra eléctrica
- Nibbs Carter: bajo
- Nigel Glockler: batería